# Carlão (football, 1986)
Carlão, de son vrai nom Carlos Alexandre de Souza Silva, né le 1er août 1986 à Duque de Caxias (Brésil) est un footballeur brésilien, qui évolue au poste d'attaquant avec le club de Doxa Katokopias dans le championnat chypriote.

## Biographie
Il joue 43 matchs et inscrit 15 buts en 1re division portugaise avec le club de Leiria.
En juillet 2011, il rejoint le club suisse de Neuchâtel Xamax, après une courte expérience japonaise aux Kashima Antlers.

## Palmarès
- Liga Vitalis  (D2 portugaise) :
  - Vice-champion en 2009 (UD Leiria).

- Coupe de la Ligue 
  - Vainqueur en 2013 (Sporting Braga).